# Jens Nielsen Løvenbalk
Jens Nielsen Løvenbalk (død 1442), var en dansk rigsråd og landsdommer.
Han var søn af Niels Eriksen Løvenbalk til Avnsbjerg, hvis fader angives at have været en uægte søn af kong Christoffer 2. Hans moder var Sophie Johansdatter von Rantzau (-1367), måske datter af Johan von Rantzau (-efter 1326), den ældste sikre led af denne slægt. Selv ejede og beboede han også Avnsbjerg og man finder ham i alt fald ikke nævnt før 1390, og da som væbner. 1404 købte han af Jens Brandsen og hans søster hovedgården Od (Middelsom herred), men oplod den siden i 1406 til dronning Margrethe I.  
Han var ganske vist en fremragende og pålidelig mand, thi da dronning Margrethe I i 1396 ordnede retsplejen i sit rige, og ville sætte i gang tilbagelevering af skattegods til kronen, udnævnte hun Jens Nielsen Løvenbalk til landsdommer i Nørrejylland, hvilket betydelige og dengang et nyt embede i Jylland, han endnu beklædte 1426. Samtidig med Erik af Pommerns hyldning på landstinget i Viborg, ved indførelse af lovgivningen i Viborgs rettertinget 24. januar 1396, begynder dronningen med ordene, "Margrete med Guds nåde Valdemar Danekonges datter hilser alle, som bygge og bo i Nørrejylland, og som plejer at søge Viborg landsting...," og slutter med at informere om at, bortset fra at den aldrende rigsråd Christiern Vendelbo (-før 1401) var nu indsat som "høvedsmand og dommer" på kongens vegne i Jylland, "har vi sat Jens Nielsen af Avnsbjerg til landsdommer i Nørrejylland på kongens vegne, og vi har befalet ham, at han skal dømme ret og retfærdighed mellem alle, således som han vil stå til ansvar for over for Gud og for kongen og for os på hans vegne. Dette har han også sagt ja til, så længe det er nyttigt og han skal blive i dette embede." Ikke længe senere, ved Erik af Pommerns kongevalg i 1397 forekommer Jens Nielsen som ridder og rigsråd, og idelig støder man derefter på hans navn blandt vitterlighedsvidnerne i datidens offentlige og private aktstykker, når han t.ex. følger dronningen, når hun holder retterting rejsende omkring Jylland, i Ribe, Varde, Lundenæs, Holstebro, Skive, Aalborg, Randers, Århus.  
Mest kendt er Jens Nielsen dog, i alt fald for eftertiden blevet, ved den ydmygende og bekostelige soning, som han 1405 i Helsingborg måtte indgå over for en anden jysk stormand, hr. Jens Andersen Brock, hvis søn han havde slået ihjel. De nærmere omstændigheder ved drabet kendes ikke, men det gjorde i hvert fald intet skår i hans offentlige anseelse.  
Endnu den 4. august 1421 i Ribe besegler Jens Nielsen, som næst af de verdslige stormænd - straks efter Erik af Pommerns mest betroede rigshofmester Erik Krummedige - Jydernes vidnesbyrd om, at hele Jylland, dvs. både Sønderjylland  og Nørrejylland, tilhører den danske krone og riget Danmark, og igen 1424 som en af de første stormænd, som aflagde vidnesbyrd i processen angående Sønderjylland. I den store trætte imellem dronning Philippa og biskop Ulrik Stygge i Århus angående arven efter dennes formand, biskop Bo Mogensen, var en af voldgiftsmændene, men derefter forsvinder hans navn mere og mere.  
Da han 1424 opgiver, at han er 80 år gammel og i 40 år har siddet i rigens råd, skulde han være født 1344, men denne angivelse er måske næppe fuldt pålidelig. Han nævnes endnu 1430, men skal først være død 1442, om end ikke 94 år gammel, så dog sikkert i en meget høj alder. Han blev begravet hos gråbrødrene i Viborg, og det var, som bekendt, på hans gravsten, at Hans Tausen skal have holdt sin første lutherske prædiken.  
Med sin hustru, Ellen Pedersdatter Munk (Bjelke) fra Holbækgård, havde han mindst 2 sønner og 5 døtre, fra hvilke ansete jyske slægter stammede: 
- Erik Jensen Løvenbalk, til Aunsbjerg, gift med Karen Pedersdatter Gyldenstierne, datter af rigsråd Peder Nielsen Gyldenstierne (-c.1410), til Aagaard, og en datter af Gert Minckwitz (Ulfstand),
- Maren Jensdatter Løvenbalk, til Taarup, gift med Jens Kaas (Sparre) (1390-eft.1429) til Kaas,
- Gjertrud Jensdatter Løvenbalk, gift med Laurens Muus (-efter 1437), til Stenalt,
- Ellen Jensdatter Løvenbalk, gift med Jens Olsen, til Bustrup,
- Margrethe Jensdatter Løvenbalk, gift med Jep Mogensen Seefeld (-efter 1406), til Refsnæs, Hellum herred.